# Shawn Respert
Shawn Respert (Detroit, 6 de fevereiro de 1972) é um ex-jogador norte-americano de basquete profissional que atuou na  National Basketball Association (NBA). Foi o número 8 do Draft de 1995.